# 松崎沙織
松崎 沙織（まつざき さおり、1985年6月17日 - ）は、フリーで活動しているローカルタレント。
大分県別府市出身。2005年度ミス別府。

## 略歴
2004年3月 - 明豊高等学校卒業。2005年 - 第93回別府八湯温泉まつりで、ミス別府に選ばれる。2011年5月 - 長女を出産。

## 人物
- 趣味・特技：クラシックバレエ・フットサル・ゴルフ・料理

## 出演

### テレビ
- とんぼチャンネルキャスター（CTBメディア、2007年 - 2011年3月、2011年6月 - ）[4]
- れじゃぐる（大分朝日放送、2009年11月 - 2011年4月）- レポーター[5]

### ラジオ
- もっとあなたと! COLORFUL PALETTE（OBSラジオ、2011年9月 - ）- 日曜担当ラジオパーソナリティ[6]。